# 濱町 (基隆市)

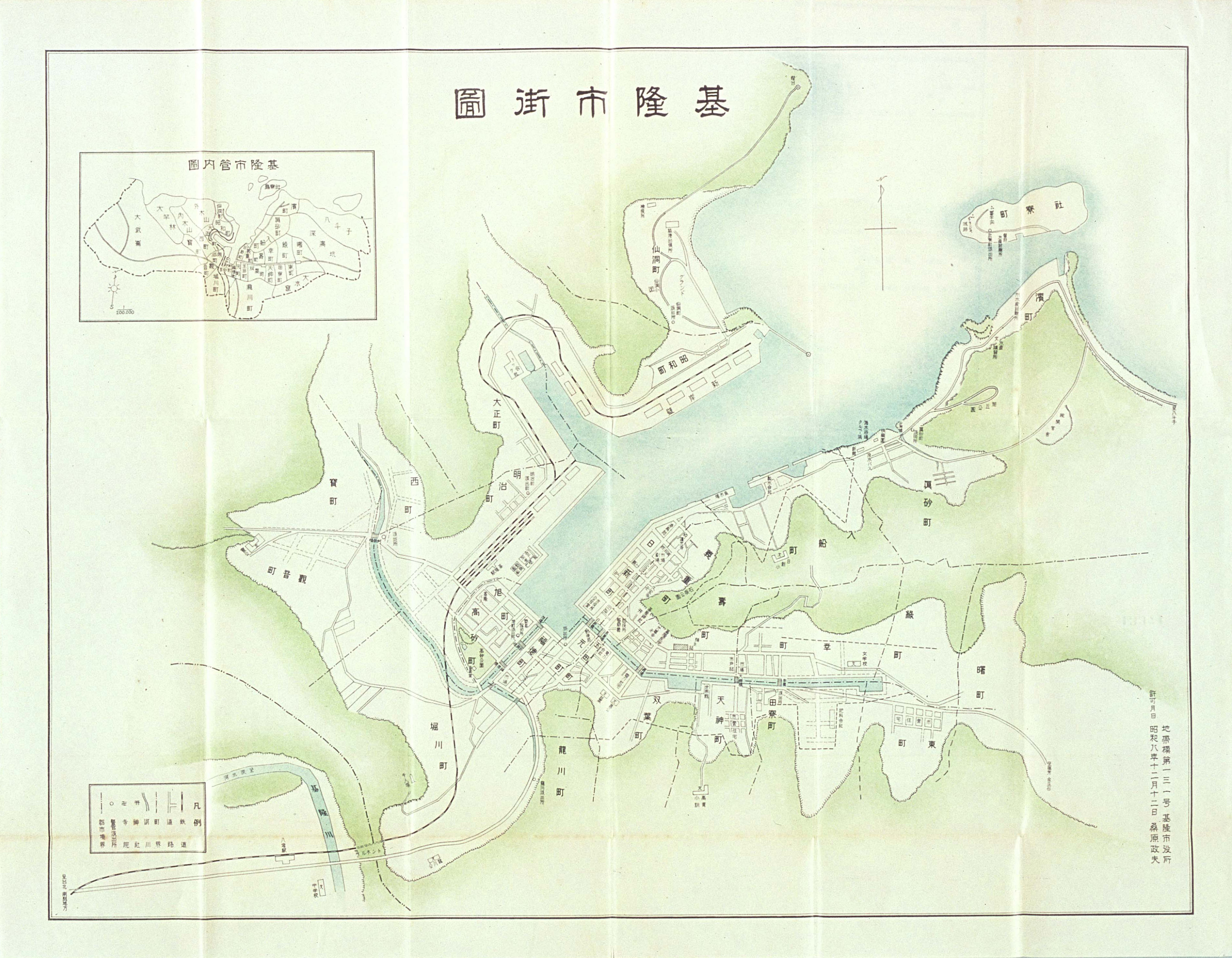
基隆市街圖

濱町為台灣日治時期臺北州基隆市的一個町，於基隆市自昭和6年（1931年）10月1日實施町名改正後設置，位於八尺門至東北方一帶；當地原屬於基隆市大字社寮的八尺門。
濱町約為現今地籍祥豐段東側的範圍，約為中正區中濱里、中正里、正濱里和海濱里。

## 町內設施

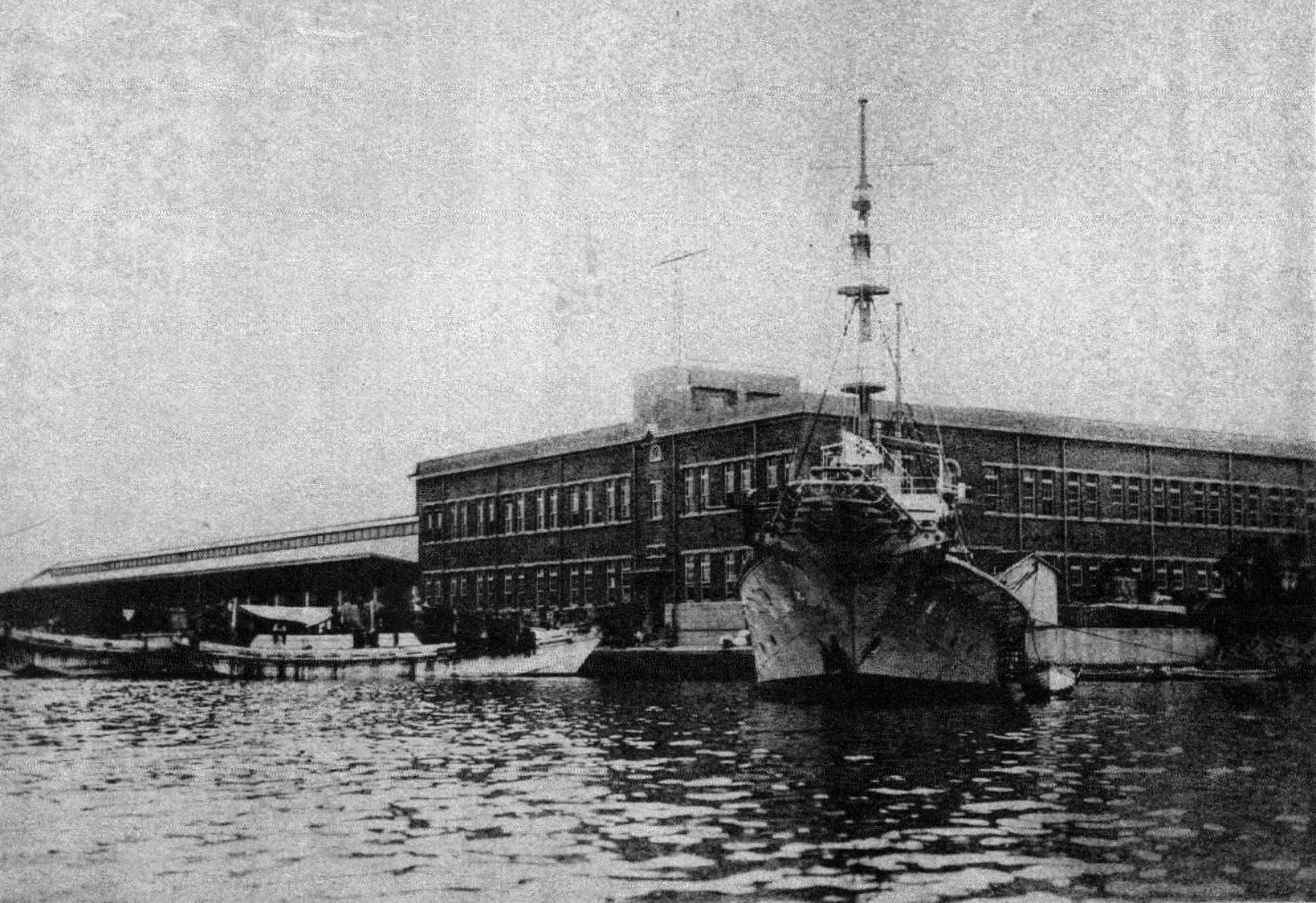
水產館與七星丸

- 基隆漁港（今正濱漁港）
- 水產館（今漁會正濱大樓）
- 臺北州水產會魚市場
- 臺北州水產會珊瑚市場
- 基隆市營漁民住宅
- 山村造船鐵工所
- 台灣水產株式會社
- 林兼商店基隆支店
- 日本水產株式會社台灣營業所
- 日本漁網船具株式會社基隆出張所
- 臺北州立水產試驗場
- 總督府水產講習所
- 大日本製冰會社工廠
- 基隆郵便局濱町出張所